# Aromobates leopardalis
Aromobates leopardalis är en groddjursart som först beskrevs av Juan A. Rivero 1978.  Aromobates leopardalis ingår i släktet Aromobates och familjen Aromobatidae. IUCN kategoriserar arten globalt som akut hotad. Inga underarter finns listade i Catalogue of Life.